# Mother Cummings Peak
Der Mother Cummings Peak  ist ein Berg in den Great Western Tiers, einem Gebirge im Zentrum des australischen Bundesstaates Tasmanien.
Der markante, 1.255 Meter hohe Berg liegt nordöstlich des Ironstone Mountain. 